# Audi A8 (D2)
Audi A8 (D2) — первое поколение Audi A8. Дебютировало в феврале 1994 года. Оно базировалось на той же платформе D (обозначение кузова 4D), что и последняя модель Audi V8.
В марте 1994 года автомобиль был представлен на Женевском автосалоне. В качестве базовой модели двигателя предлагался 2,8-литровый 12-клаппанный 6-цилиндровый бензиновый агрегат, позднее замененный 30-клапанной версией. Топовая версия была представлена 300-сильным мотором.  В самом конце выпуска топовой версии стали устанавливать W-образный двенадцатицилиндровый мотор. Большинство покупателей сделали выбор в пользу восьмицилиндрового двигателя рабочим объёмом 4,2 л, на базе которого позднее была создана подчёркнуто спортивная модель — Audi S8. В 1997 году был представлен купеобразный седан, выпущенный компанией IVM Automotive.
Первым дизельным двигателем для Audi A8 стал 2.5 TDI 150 л. с., но при обновлении семейства А8 в 2000 году  был заменен версией мощностью 180 л. с. В том же году был представлен и первый 8-цилиндровый дизель (TDI), появление которого привело к повышению спроса на дизельные двигатели большого объёма для автомобилей представительского класса. В 1999 и 2001 годах автомобиль прошёл рестайлинг. 
В сентябре 2001 года был представлен опытный экземпляр Audi Avantissimo на IAA. По состоянию на сентябрь 2002 года было выпущено более 105000 экземпляров.
Конкурентами модели являлись Mercedes-Benz W140 и BMW E38.

## Двигатели

### Бензиновые двигатели
| Модель                                 | Рабочий объём | Мощность  | Привод           | Период выпуска              |
| V-образный шестицилиндровый двигатель  |               |           |                  |                             |
| 2.8 (12V)                              | 2771 см³      | 174 л. с. | Передний/quattro | 1994—1996                   |
| 2.8 (30V)                              | 2771 см³      | 193 л. с. | Передний/quattro | 1996—2002                   |
| V-образный восьмицилиндровый двигатель |               |           |                  |                             |
| 3.7                                    | 3697 см³      | 230 л. с. | Передний/quattro | 1995—1998                   |
| 3.7                                    | 3697 см³      | 260 л. с. | Передний/quattro | 1998—2002                   |
| 4.2 quattro                            | 4172 см³      | 238 л. с. | quattro          | 1999—2000                   |
| 4.2 quattro                            | 4172 см³      | 300 л. с. | quattro          | 1994—1998                   |
| 4.2 quattro                            | 4172 см³      | 310 л. с. | quattro          | 1999—2002                   |
| S8                                     | 4172 см³      | 340 л. с. | quattro          | 1996—1999                   |
| S8                                     | 4172 см³      | 360 л. с. | quattro          | 1999—2002                   |
| W-образный 12-цилиндровый двигатель    |               |           |                  |                             |
| 6.0 W12 quattro                        | 5998 см³      | 420 л. с. | quattro          | 2001—2002 (750 экземпляров) |

### Дизельные двигатели
| Модель                                 | Рабочий объём | Мощность  | Привод           | Период выпуска |
| V-образный шестицилиндровый двигатель  |               |           |                  |                |
| 2.5 TDI                                | 2496 см³      | 150 л. с. | Передний/quattro | 1997—2000      |
| 2.5 TDI                                | 2496 см³      | 180 л. с. | Передний/quattro | 1999—2002      |
| V-образный восьмицилиндровый двигатель |               |           |                  |                |
| 3.3 TDI quattro                        | 3328 см³      | 224 л. с. | quattro          | 1999—2002      |

## Производство
| Страна   | 1994 | 1995  | 1996  | 1997  | 1998  | 1999  | 2000  | 2001  | 2002 |
| -------- | ---- | ----- | ----- | ----- | ----- | ----- | ----- | ----- | ---- |
| Германия | 5000 | 12700 | 11000 | 15500 | 15400 | 14600 | 12900 | 11700 | 7000 |

## Цена
| Модель         | Мощность, л.с. | Цена, DM |
| -------------- | -------------- | -------- |
| A8 2.8         | 193            | 85000    |
| A8 3.7         | 230            | 99700    |
| A8 2.5 TDI     | 150            | 83500    |
| A8 2.8 quattro | 193            | 91000    |
| A8 3.7 quattro | 230            | 105700   |
| A8 4.2 quattro | 300            | 115700   |
| S8             | 350            | 133500   |
| S8             | 365            | 143500   |

## Продажи
| Страна   | 1994 | 1995 | 1996 | 1997 | 1998 | 1999 | 2000 | 2001 | 2002  |
| -------- | ---- | ---- | ---- | ---- | ---- | ---- | ---- | ---- | ----- |
| Германия | 2351 | 7689 | 6291 | 7558 | 7053 | 7097 | 5768 | 4896 | 4373* |

* — вместе с Audi A8 второго поколения

## Галерея

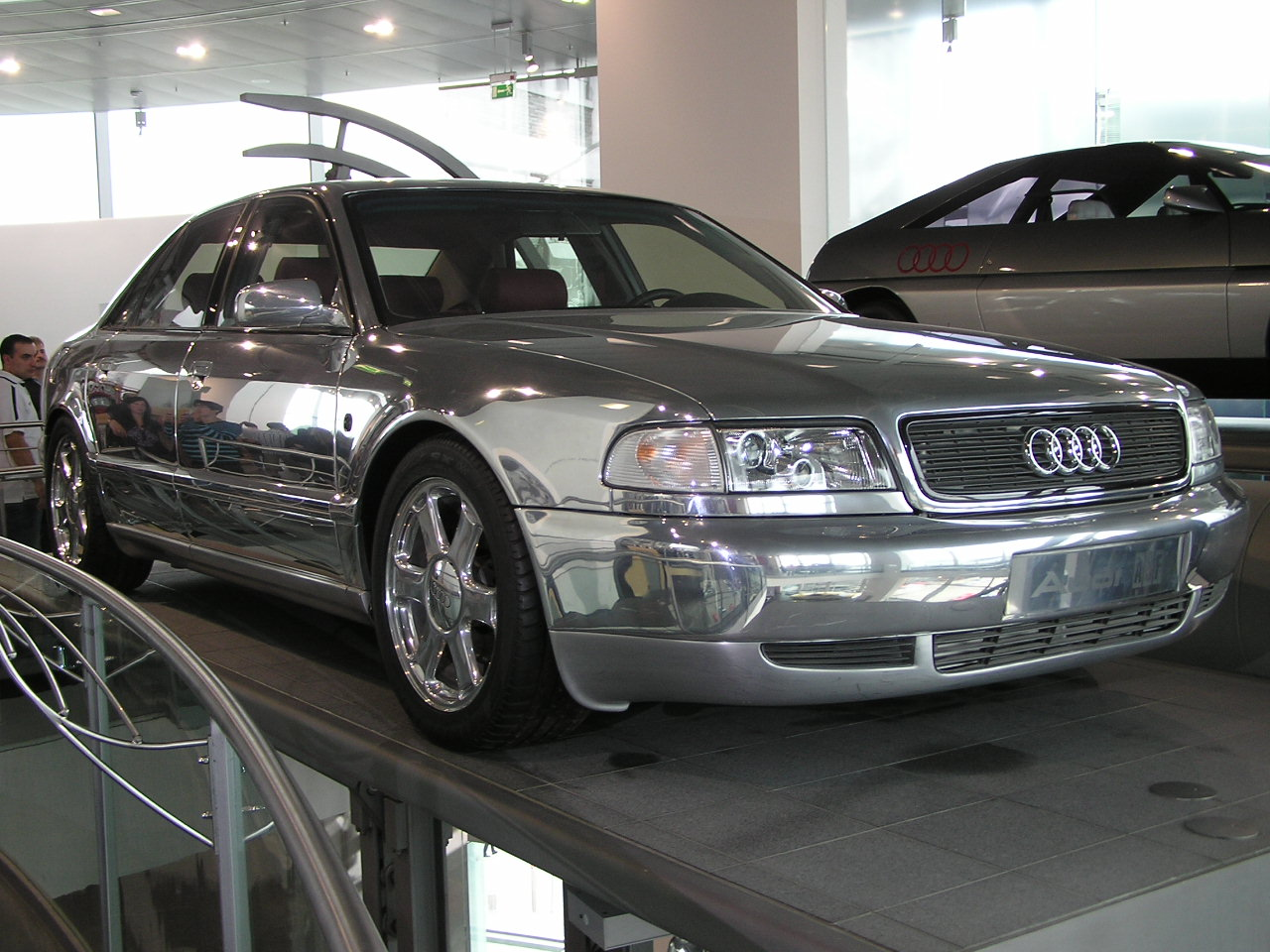
Audi Space Frame
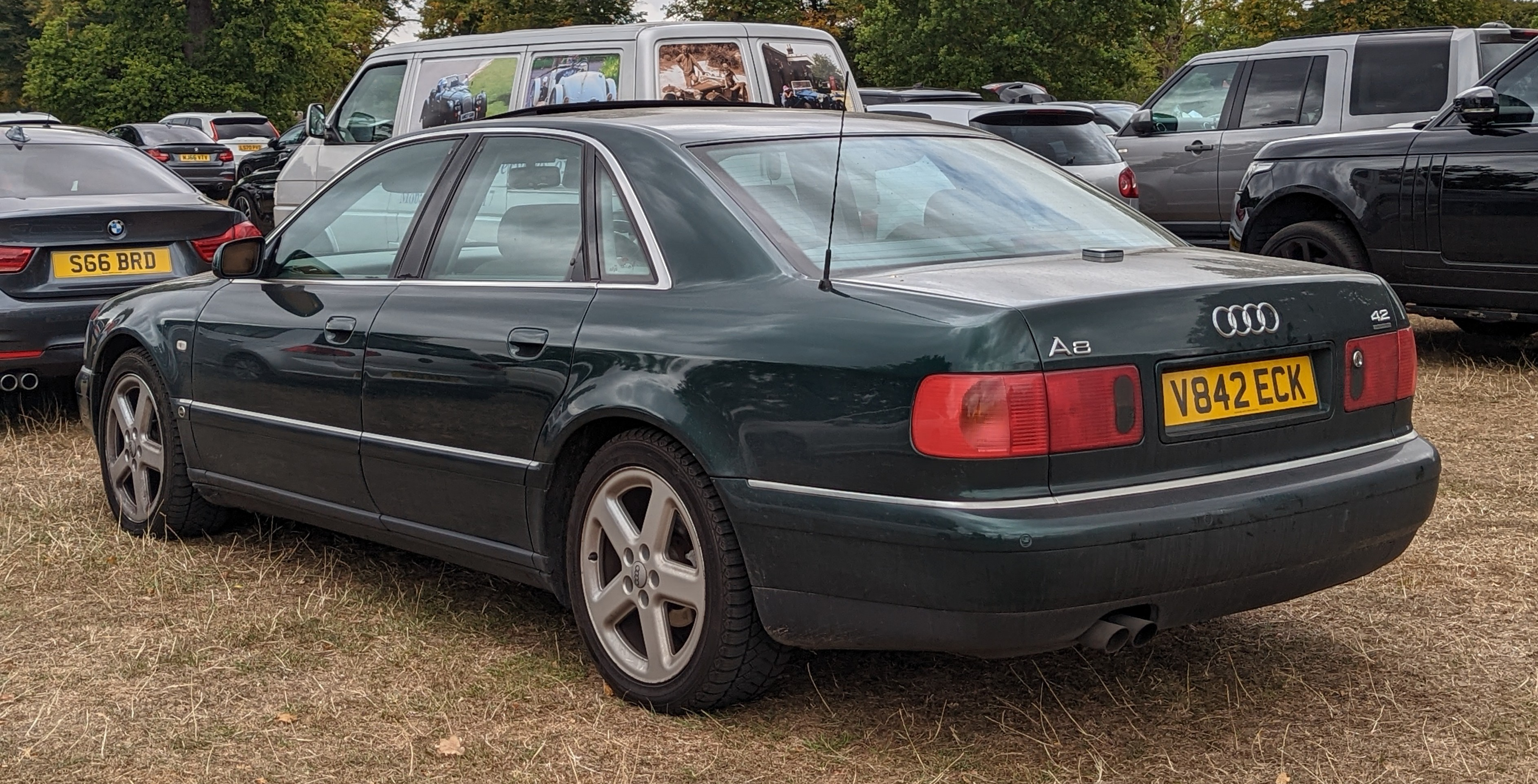
Вид сзади
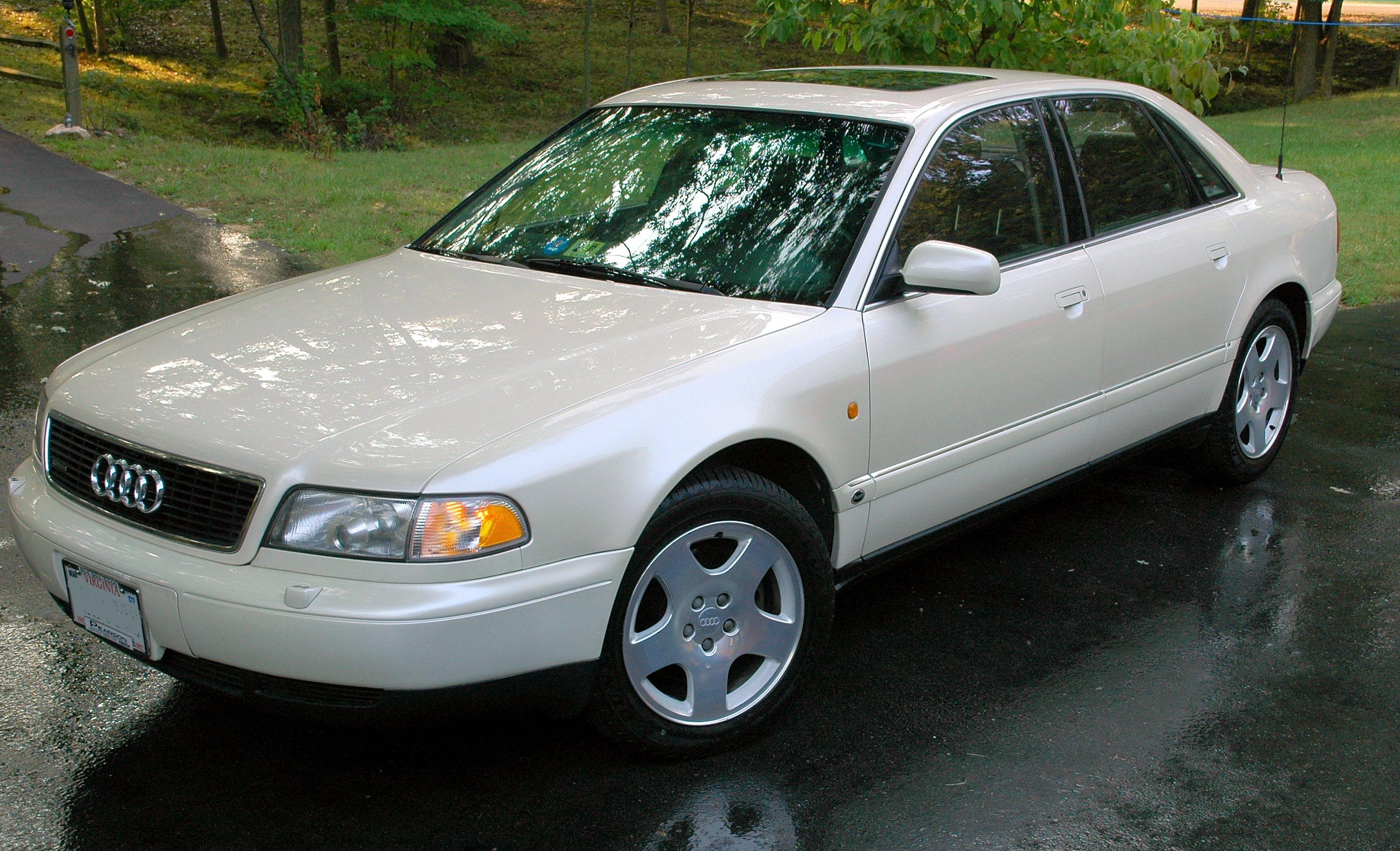
Audi A8 VFL (США)
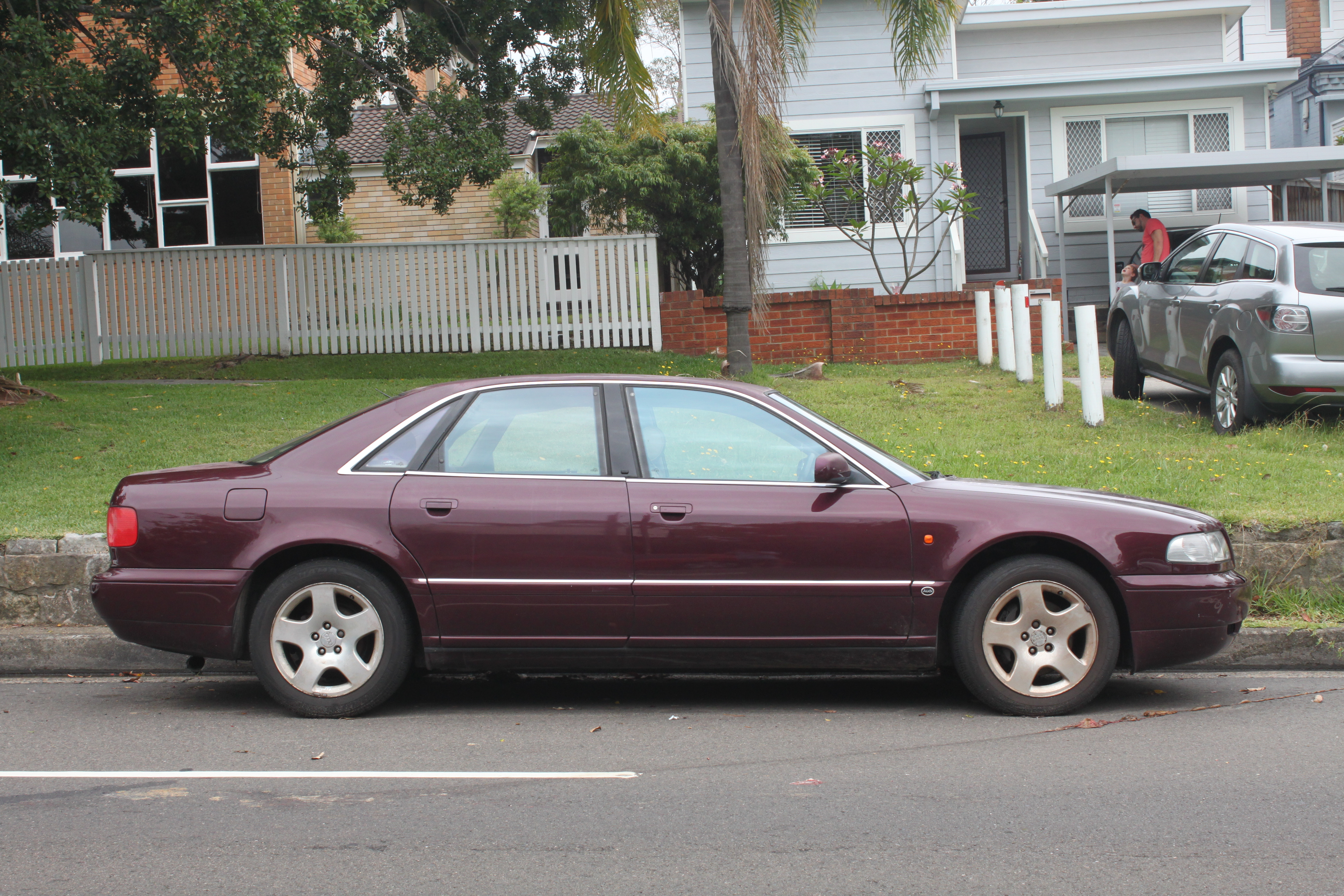
Audi A8 4D
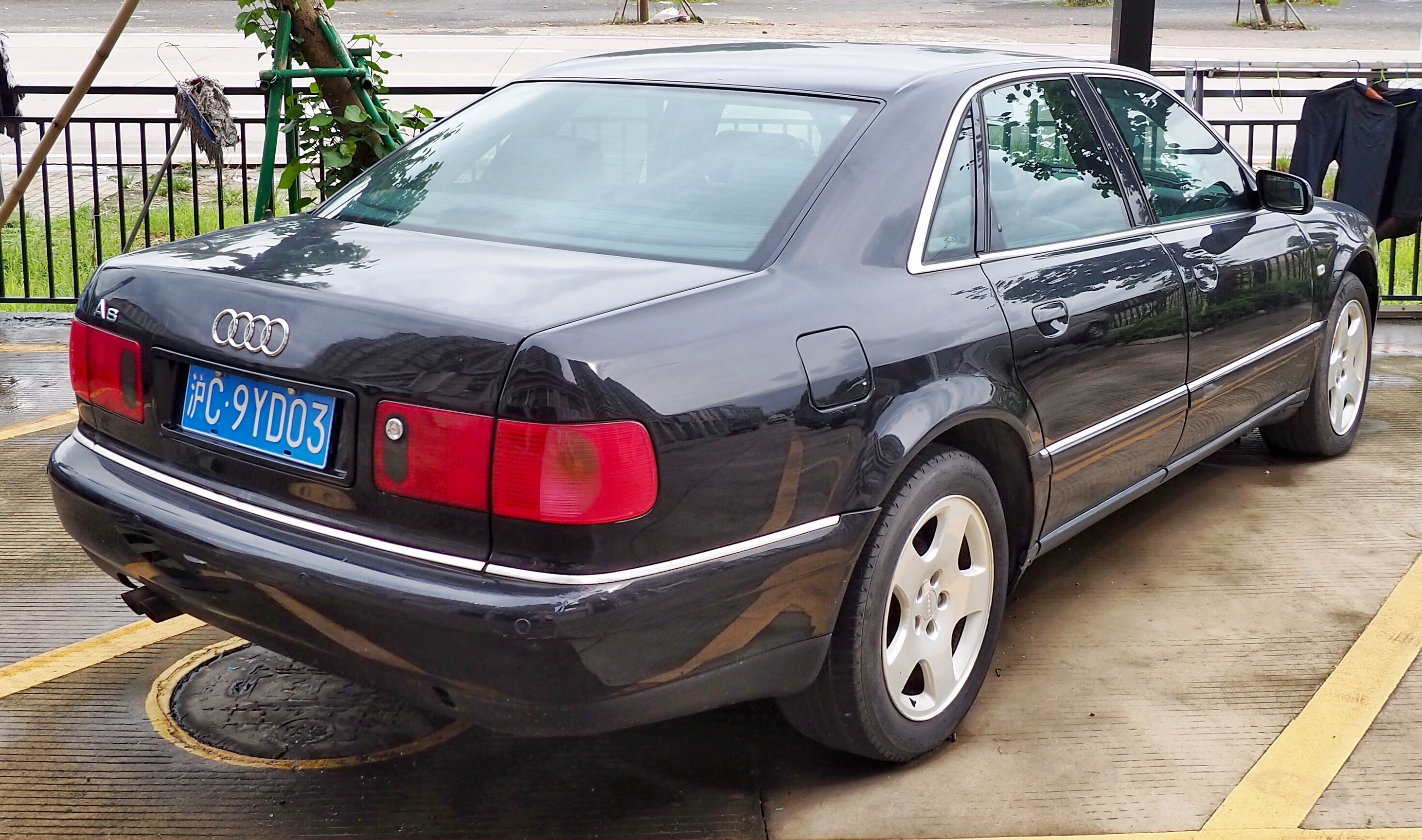
Audi A8 4D (Китай)
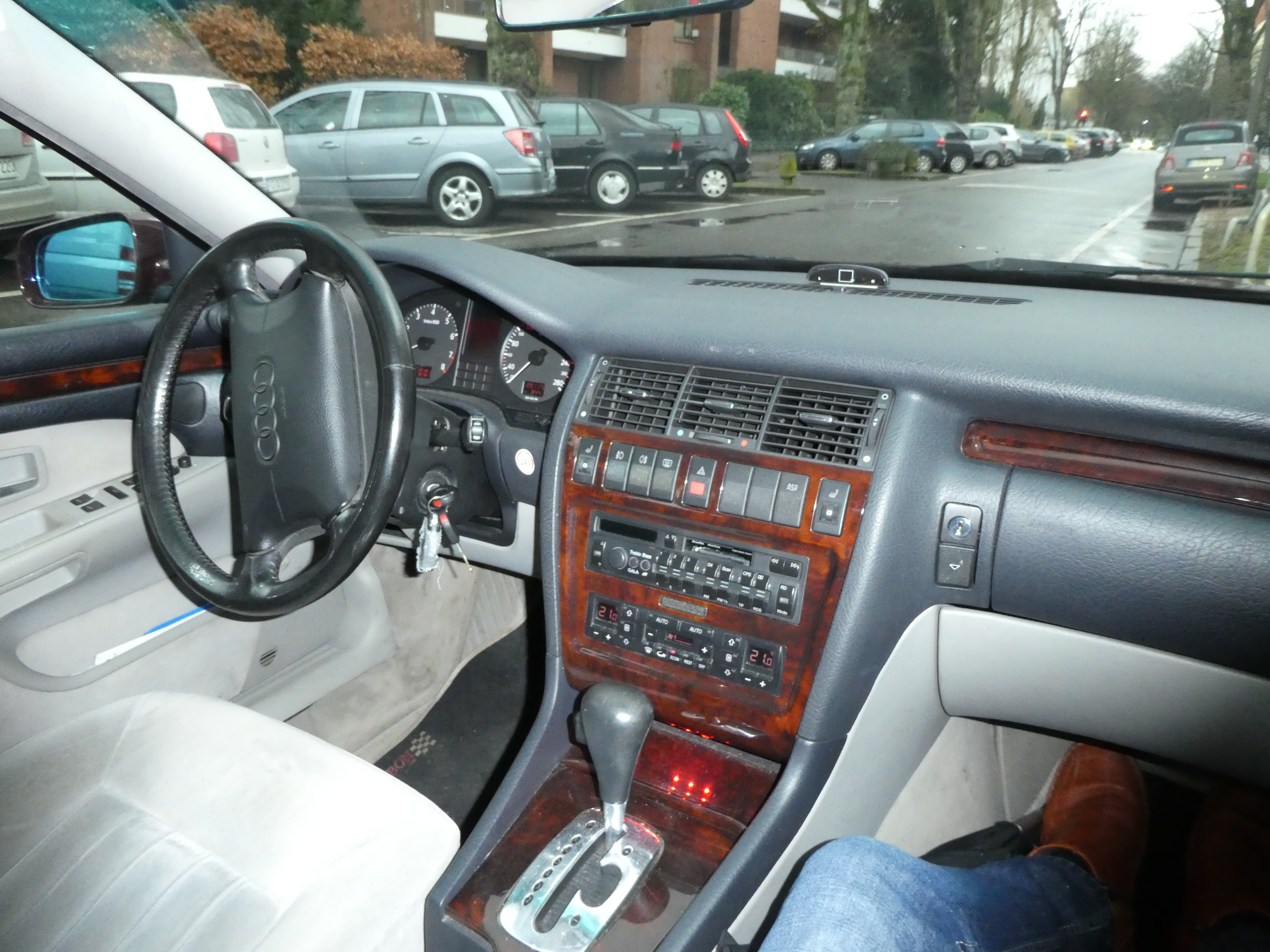
Место водителя
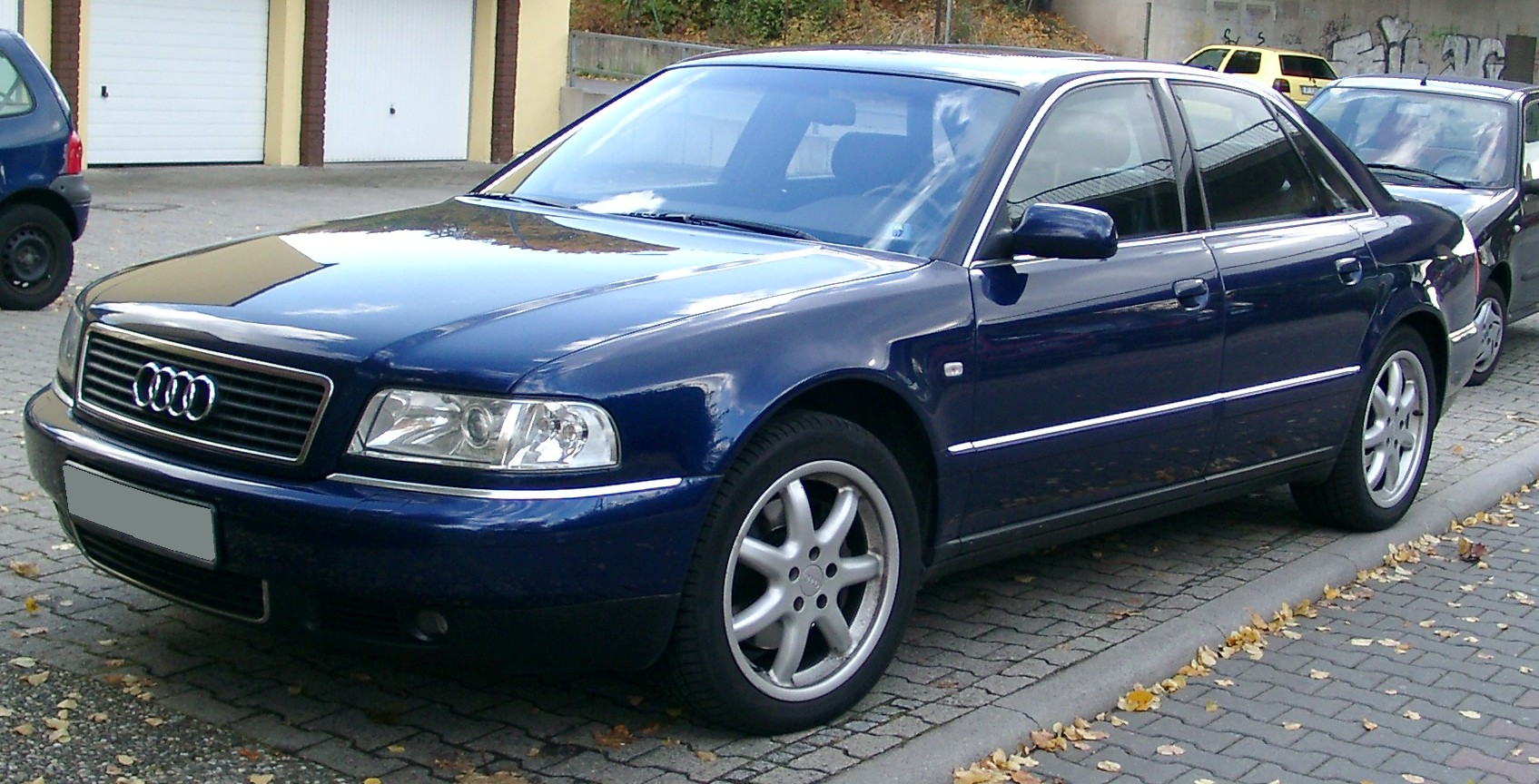
Рестайлинг